# Revista Centro Agrícola
Revista Centro Agrícola es una revista científica cubana, certificada por el Ministerio de Ciencia Tecnología y Medio Ambiente, que publica artículos originales e inéditos en español, fundada en 1974 con una frecuencia de publicación trimestral , sobre temas Agropecuarios con el objetivo de difundir los avances científicos y tecnológicos de las temáticas siguientes: Agricultura, Agroecología, Alelopatía y Sustancias Bioactivas, Biología Vegetal, Fisiología Vegetal, Fitotecnia, Sanidad Vegetal, Suelos y Fertilización. Mantiene una política de acceso abierto,  publica gratuitamente artículos científicos originales, de revisión, de opinión y comunicaciones breves, en español, que sean inéditos, con el objetivo de difundir los avances científicos y tecnológicos sobre temas Agropecuarios. La revista no cobra por el envío o publicación de los manuscritos que recibe y todo el contenido que se publica en la misma está disponible gratuitamente, sin costo alguno para el usuario o su institución.

## Historia
En 1964, un año después de fundado el Centro de Investigaciones Agropecuarias (CIAP) de la Universidad Central "Marta Abreu" de Las Villas, se edita el primer documento científico de la esfera agrícola titulado "Memoria anual de Investigaciones”, que se mantuvo hasta 1971; fue también la génesis de lo que sería 10 años después la Revista Centro Agrícola. Paralelamente, y a partir de 1965, comenzó a editarse, a nivel de toda la universidad, la revista “Centro” que compilaba los resultados de esta institución en Ciencia y Tecnología, incluyendo los agropecuarios. Del quehacer y nombre de esta revista, así como de los antecedentes de la Memoria anual, surgen las dos publicaciones científicas que cumplirán 42 años en el 2016: Centro agrícola y Centro Azúcar.
Desde el inicio Centro Agrícola ha abordado temas sobre la biología vegetal, la fitotecnia, la mejora genética, el suelo, la interacción con los factores abióticos y bióticos, la sanidad vegetal.
El primer director de la revista Centro Agrícola fue el Dr. C. Ramón López Fleites, seguido de los doctores Lidcay Herrera Isla, Joaquín Machado de Armas, Horacio Grillo Ravelo, Reinaldo Alemán Pérez, Edilberto Pozo Velázquez y Roberto Valdés Herrera, todos ellos de gran prestigio y dedicación en la Revista.
En los comienzos del Periodo de Crisis Económica por el derrumbe del campo socialista de Europa del Este la revista se vio seriamente afectada, y de tiradas de 1200 ejemplares por volumen (con salida trimestral) se redujo drásticamente a 2 números al año en 1990, y 3 desde 1991 hasta 1995. La mayoría de estos números estaban contratados. A partir del año 1996, se agudizaron las problemáticas de impresión.
Para salvar la continuidad de la Revista se editó sólo 1 número por año, 1996 y 1997. Desde 1998 comenzó una paulatina recuperación con 3 números, hasta normalizarse en 1999. En el 2002, por problemas de estrategias del país, los poligráficos comenzaron a trabajar en la Batalla de Ideas, lo que provocó un atraso de tres años, y la poca credibilidad de autores, disminuyendo su fondo editorial hasta casi nulo, sólo se realizó una edición conjunta de dos números (1-2 y 3-4) del año 2004.

### Desde el 2005 hasta la actualidad
A partir de octubre del año 2005 se propuso una nueva dirección, la que trazó una nueva política que suplió el atraso de edición. La política trazada desde ese momento fue la siguiente:
- Gestión de las revista por la universidad
- Se reorganizó el comité editorial y los árbitros, incluyendo árbitros internacionales[4]
- Se reorganizaron los miembros de las Universidades y entidades auspiciadoras de Centro Agrícola
- Se creó una página web en internet
- Inclusión en bases de datos, catálogos y directorios

Estas y otras acciones han propiciado una nueva imagen de la Revista Centro Agrícola, se ha logrado implementar un sistema de edición de forma paulatina compatible con las revistas de alto impacto en su temática. Hoy Centro Agrícola no posee atraso en edición y el fondo editorial rebasa los 80 artículos.

## Características
Es una revista científica trimestral publica artículos originales relacionados con sanidad vegetal, botánica, fisiología vegetal, fitotecnia de los cultivos, suelos, genética y mejoramiento vegetal, nutrición vegetal y agroecología, sustancias bioactivas, sociología y desarrollo rural, contemplando las siguientes tipologías o modalidades: 
- Artículo de investigación
- Comunicación corta
- Artículo de Referencia
- Artículo de análisis, opinión o puntos de vista

La revista recuerda que el cumplimiento de las Instrucciones a los Autores es un requisito indispensable para que pueda ser valorado el manuscrito y resalta que los trabajos que no sigan las sugerencias realizadas, serán suprimidos del proceso de evaluación e inmediatamente se devolverán a los autores.

### Política de Acceso Abierto
Todos los artículos publicados en Centro Agrícola son de libre acceso e inmediatamente se hacen accesibles en línea desde su publicación en el sitio web de la revista. Los lectores pueden leer, descargar, copiar, distribuir, imprimir, traducir, buscar o enlazar los textos completos de los artículos que son publicados sin costo alguno. Todos los artículos se licencian bajo los términos de la Licencia Creative Commons Atribución-NoComercial-SinDerivar 4.0 Internacional (CC BY NC ND 4.0).

### Política de Arbitraje
Centro Agrícola sigue el procedimiento de someter cada manuscrito que recibe a un proceso de evaluación por pares sistema doble ciego realizado por miembros del Cuerpo de Árbitros que colaboran con la edición de la revista. El sistema de evaluación permite que la identidad de los revisores no se dé a conocer a los autores del manuscrito presentado y viceversa, durante el proceso de arbitraje. El anonimato de los colaboradores contribuye a una evaluación objetiva del manuscrito y también libera a los árbitros de cualquier influencia por los autores en los comentarios críticos.
Todos los escritos originales están sujetos a una extensa revisión por pares, en consulta con los miembros del Consejo Editorial y árbitros externos independientes que colaboran con la revista. Los manuscritos son evaluados rápidamente y la decisión tomada por el Consejo Editorial sobre la base de todos los comentarios, sugerencias y valoraciones realizadas, se remiten al autor principal del trabajo. El cuerpo de árbitros hace todos los esfuerzos para acelerar el proceso de revisión que lleva publicación oportuna.

### Política Antiplagio
El Consejo Editorial de la revista Centro Agrícola verifica durante los pasos anteriores a la publicación de los artículos la originalidad de los contenidos presentados. Para ello los editores, árbitros y demás personal que laboran en la edición revisan los documentos teniendo en cuenta el título, autores, palabras clave, etc., en la red. Si se detecta la escritura de hasta 5 párrafos literales iguales a los que aparecen en otra publicación se devuelve el manuscrito a los autores para que sean corregidos; si son detectados más párrafos, se devuelve el documento a los autores y desestima por falta de originalidad.
Centro Agrícola utiliza el programa Plagiarism para comprobar el contenido de los artículos. El programa genera un informe, destacando la coincidencia porcentual entre el artículo subido y el material publicado. Centro Agrícola permite hasta una similitud del 25 % para considerar el manuscrito como original.
La revista anima a los autores a notificar al redactor jefe si descubren errores en el contenido publicado, nombres de los autores y afiliaciones o si tienen motivos de preocupación sobre la legitimidad de una publicación. Los artículos que pueden contener infracciones de los códigos éticos profesionales, tales como la presentación múltiple, afirmaciones falsas de la autoría, plagio, uso fraudulento de datos o similares se desestiman por falta de originalidad.

## Declaración de ética y negligencias
El Consejo Editorial de la revista se compone de reconocidos expertos en la materia publicada por la misma. Todos los integrantes y las afiliaciones a los cuales pertenecen se dan a conocer en el sitio web de la revista. Este es responsable de la calidad científica de las publicaciones. Igualmente, evita las malas prácticas en las publicaciones de los resultados de las investigaciones y gestiona la edición de los trabajos recibidos en el menor tiempo posible.

### Imparcialidad
El Consejo Editorial es imparcial al gestionar los trabajos propuestos para su publicación y respeta la independencia intelectual de los autores, a quienes reconoce el derecho a réplica en caso de haber sido evaluados negativamente o de mostrar desacuerdo con un señalamiento realizado. Además, no excluye trabajos que presentan resultados no correspondidos con lo esperado en la investigación.

### Confidencialidad
Las personas que componen el Consejo Editorial guardan total confidencialidad sobre los textos recibidos y su contenido hasta que son aceptados para su publicación. Solo entonces se difunden el título y autoría de los trabajos.
Igualmente, ningún miembro del Consejo Editorial puede usar para sus propias investigaciones, datos, argumentos o interpretaciones que contienen los trabajos inéditos, salvo consentimiento expreso por escrito de quienes lo hayan realizado.
El Consejo de Redacción asegura que los trabajos publicados, han sido evaluados por, al menos, dos especialistas en la materia. Dicho proceso de revisión, explicado más detalladamente en el próximo acápite, es justo e imparcial.

### Aceptación o rechazo de manuscritos
La responsabilidad de aceptar o rechazar un trabajo para su publicación recae en el Consejo Editorial. Este proceso se basa para ello en los informes sobre los trabajos que son emitidos por los árbitros. Dichos informes constan de un dictamen sobre la calidad de los trabajos en su relevancia, originalidad y claridad de exposición.
El Consejo Editorial puede rechazar directamente los trabajos recibidos, sin recurrir al arbitraje del artículo, si considera el trabajo inapropiado para la revista por carecer del exigible nivel de calidad, por la falta de adecuación a los objetivos científicos de la revista, o por presentar evidencias de fraude científico.

### Normas de Autoría
Las normas de presentación de los manuscritos, así como las plantillas para elaborar los mismos, son públicas y pueden ser revisadas o descargadas desde el sitio de la revista destinado a los Autores.
Centro Agrícola se compromete con la difusión de las publicaciones que son publicadas en la misma lo más ampliamente posible. Las publicaciones son libres de costo para facilitar el acceso abierto, por ello, la revista no cobra una tasa de publicación a los autores en general. Todos los autores pueden publicar sus artículos gratuitamente. La decisión de publicar solo se basa en el cumplimiento de los criterios editoriales.
Los autores tienen la obligación de participar activamente en el proceso de arbitraje. Ellos deben proporcionar la información que se solicite y cumplir con el plazo establecido para la corrección de su artículo, contribuyendo a que este pueda ser publicado en tiempo. Además, están obligados a ofrecer retracciones o correcciones de errores señalados a sus trabajos. Asimismo, la revista puede solicitar los servicios de un autor en el proceso de arbitraje de un manuscrito, si lo cree necesario.
Centro Agrícola solo recibirá artículos originales que no se encuentren publicados, total o parcialmente, no hayan sido propuestos o enviados a otra publicación periódica, y cumplan los siguientes requisitos:
- Los autores, aunque conservan los derechos de autor de su trabajo, están de acuerdo en que la revista publique los trabajos bajo una licencia Creative Commons Atribución 4.0 Internacional.
- Se consideran como autores solamente los que hayan hecho aportes importantes en la elaboración del artículo, ya sea en la concepción del proyecto de investigación, en el análisis e interpretación de los datos, o en la redacción y revisión crítica.
- Todos los autores del artículo están dispuestos a publicar el artículo en esta revista.
- No existen conflictos de intereses entre los autores y con la institución.
- Solo se usa información ajena a la propiedad de los autores, siempre que la misma es citada adecuadamente.

La dirección de la Revista Centro Agrícola asume, al recibir el envío, que se ha cumplido con los preceptos anteriores.

## Indexación
La Revista Centro Agrícola se encuentra indexada en numerosas bases de datos, catálogos y directorios:
- SciELO
- EBSCOhost
- WorldCat
- REDIB
- BIBLAT
- DOAJ
- LATINDEX
- OAJI
- DRJI
- EFITA
- ROAD
- COPAC
- Red de Bibliotecas y Archivos de CSIC
- SHERPA/Romeo